# Punta di Valloprare
Punta di Valloprare è un monte alto 1778 metri sul livello del mare, situato nelle Marche, in Provincia di Macerata, nel Parco nazionale dei Monti Sibillini.

## Etimologia del nome
Il nome Punta di Valloprare deriva dal fatto che al di sotto del monte si trova l'omonima vallata.

## Paesi vicini
Nei pressi del monte si trovano Gualdo, la Spina di Gualdo e Rapegna, frazioni di Castelsantangelo sul Nera.

## Percorsi
La cima di Punta di Valloprare è raggiungibile da Gualdo, dalla Cona, da Monte Pian Falcone, da Monte Lieto e da Monte Pagliano.